# 220-я моторизованная дивизия
220-я моторизованная дивизия (220мд) — войсковое соединение РККА Вооружённых Сил СССР в Великой Отечественной войне

## История
Формируется в апреле-мае 1941 года в районе города Липецк в Орловском ВО на базе 71-го запасного кавалерийского полка из города Кирсанов и танкового батальона из Свердловска, также за счет пополнения призыва 1941 года. Командный состав — из военного училища выпуска весны 1941 года. Входит в состав 23-го механизированного корпуса.
На 22 июня 1941 года находится в Ельце (ап и один мсп в Липецке).
В Великую Отечественную войну начале июля дивизия прибыла на Западный фронт, включена в состав 19-й армии, участвовала в Витебском и Смоленском сражениях. Попала в составе армии в окружение, в середине июля дивизия прорвалась к своим и была преобразована в 220-ю стрелковую дивизию.

## Командный состав
- Командир — генерал-майор Никифор Гордеевич Хоруженко.
- Заместитель по строевой части — подполковник Яков Никифорович Вронский
- Заместитель по политической части — бригадный комиссар Фёдор Андреевич Дубовской (27.05.41-21.07.41).
- Начальник штаба — майор Сергей Иванович Вербицкий (погиб 12.07.41 г.), майор Семён Никифорович Переверткин.
  - Начальник оперативного (1-го) отделения штаба дивизии — капитан Николай Константинович Дьячков (с 7.05.41 г.).
  - Начальник 2-го отделения штаба дивизии — майор Николай Георгиевич Цыганов (??.04.41-21.07.41).
- Начальник инженерной службы — майор Пётр Иосифович Брагин (погиб 12.07.41 г.).
- Начальник автобронетанковой службы — капитан Илья Михайлович Логвинов (1905 г.р, Рязанская обл., Рыбновский р-н — 13.03.2006). До апреля-мая 1945 г. командир танкового батальона в г. Свердловск. Считался пропавшими без вести в районе Витебска 12.07.41г., по другим данным 15.07.41г. До 06.11.45 считался пропавшим без вести, начиная с 12.07.41. На самом деле попал в плен фашистской Германии 20.07.41, освобождён 08.05.45. Репатриирован, находился в 12 запасной стрелковой дивизии. Умер 13.03.2006 (место захоронения: кладбище п. Высокий г. Прокопьевск, Кемеровская область).
- Начальник артиллерии — полковник Дементий Корнилович Романовский (погиб 12.07.41 г.).
- Начальник артиллерийского снабжения — интендант 3-го ранга Иван Григорьевич Бондарев (погиб 12.07.41 г.).
- Начальник автотракторного снабжения — воентехник 2-го ранга Иван Сафонович Радионов (погиб 12.07.41 г.).
- Заместитель начальника отдела политпропаганды — батальонный комиссар Евлампий Иванович Сорокин (9.05.41-21.07.41).

## Боевой состав
- 653 мотострелковый полк (в/ч 7403). Командир — подполковник Антон Иванович Шидловский. Заместитель по политической части — старший политрук И. Ф. Тарабаев.
- 673 мотострелковый полк (в/ч 7367). Командир — подполковник Иван Фёдорович Савинов, подполковник Яков Никифорович Вронский (с 10.07.41 г.). Заместитель по политической части — старший политрук Саховчук.
- 137 танковый полк (в/ч 7456). Командир — подполковник Фемистокл Алексеевич Смирнов (погиб 10.07.41 г. в атаке на Витебск).
- 660 артиллерийский полк (в/ч 7446). Командиры — подполковник Б. П. Чернобаев, майор М. М. Колесников
- 46 отдельный истребительно-противотанковый дивизион (в/ч 7500) Командир — капитан Г. И. Баленков
- 235 отдельный зенитно-артиллерийский дивизион (в/ч 7454). Командир — майор Василий Исаакович Шрамка (пропал без вести 12.07.41 г.).
- 295 разведывательный батальон (в/ч 7312)
- 381 легко-инженерный батальон (в/ч 7413). Командир — капитан Ефим Михайлович Романов (пропал без вести 12.07.41 г.).
- 584 отдельный батальон связи (в/ч 7342) Командир — майор А. П. Скворцов
- 218 артиллерийский парковый дивизион (в/ч 8020) Командир — ст. лейтенант П. С. Миронов
- 360 медико-санитарный батальон (в/ч 7487) Командир — военврач 3-го ранга Н. И. Гетопанов
- 690 автотранспортный батальон (в/ч 7961)
- 166 ремонтно-восстановительный батальон (в/ч 7977) Командир — ст. лейтенант Ф. П. Демин
- 58 рота регулирования (в/ч 8008)
- 468 полевой хлебозавод (в/ч 7514)
- 214 полевая почтовая станция
- 394 полевая касса Госбанка

## Материальное обеспечение

### Количественный состав
- Командный состав — по штату 1094 чел., в наличии 779 чел.
- Младший командный состав — по штату 2226 чел., в наличии 719 чел.
- Рядовой состав — по штату 8203 чел., в наличии 8506 чел.

### Боевые машины
- 19 учебных танков (вместо 275 боевых)
- Ни одной бронемашины (вместо 51)
- 134 грузового автомобиля (вместо надлежащих 651)
- 3 полевые кухни на всю дивизию.

### Пехотное вооружение
- Пулемётов — не хватало 36;
- Ручных пулемётов — не хватало 417;
- Крупнокалиберных пулемётов — не было;
- Противотанковых ружей — половины не хватало;
- Винтовок — не хватало более 1000.